# Edgar André
Edgar Josef André (Aquisgrana, 17 gennaio 1894 – Amburgo, 4 novembre 1936) è stato un antifascista tedesco, militante del Partito Comunista di Germania (KPD).

## Infanzia
Nato ad Aquisgrana, figlio di un operaio. A 5 anni resta orfano di padre e madre e deve accudire i tre fratellini. Portato da parenti belgi a Liegi, Edgar viene messo in un orfanotrofio. Dopo aver abbandonato la scuola e dopo alcuni anni di apprendistato come muratore, trova lavoro presso una libreria, dove entra in contatto con la politica tramite la letteratura.

## Adesione al Partito Socialista del Belgio
Nel 1911 divenne un membro del Partito Socialista del Belgio e, due anni dopo, delle Giovani Guardie socialiste a Bruxelles. Nel 1914, partecipa Congresso del Partito Socialista del Belgio e all'inizio della prima guerra mondiale viene mobilitato in Renania. Fatto prigioniero in Francia nel 1918, alla fine del conflitto torna in Germania ed entra nella gioventù socialista del Partito Socialista di Germania (SPD). Nel 1922, trasferitosi ad Amburgo, lavora come portuale e diventa membro dell'Alleanza Lavoratori Edili e dell'Alleanza Lavoratori Trasporti.

## Passaggio al KPD
Ormai in rotta con la SPD, il 1º gennaio 1923 entra nella KPD. Il lavoro precedentemente svolto ad Amburgo ha grande risonanza all'interno del KPD, ed è immediatamente ben accetto. Gli vengono quindi assegnati i ruoli di organizzatore del locale Comitato dei disoccupati e di cofondatore ed organizzatore della struttura paramilitare di difesa del KPD: il Roter Frontkämpferbund (RFB). André frequenta la scuola di partito del KPD e, nel 1931-32 si occupa della propaganda e dell'agitazione nell'ambiente dei marittimi, portando la sua azione anche in Belgio e in Francia, agevolato in questo lavoro dalla sua buona conoscenza del francese, appreso in gioventù.
Negli anni immediatamente precedenti all'ascesa del nazismo, è impegnato nell'organizzazione dell'intera sezione della Wasserkante del Roter Frontkämpferbund, protagonista di violentissimi scontri con le SA naziste, contro le quali, sotto la sua direzione, le squadre comuniste hanno spesso la meglio. Bestia nera dei nazisti, André viene soprannominato "il generale rosso" ed è fatto bersaglio di diversi attentati.

## Dopo l'avvento del nazionalsocialismo
Dopo la presa del potere del nazionalsocialismo e l'incendio del Reichstag, Edgar André è arrestato il 5 marzo 1933. Viene tenuto in carcere per tre anni e mezzo e torturato al punto da fargli perdere l'udito e l'uso delle gambe. Al suo processo, tenutosi ad Amburgo il 4 maggio 1936, André avrebbe dovuto esser assolto per insufficienza di prove, ma probabilmente per esplicito ordine di Hitler fu condannato a morte. 
Nel corso dell'istruttoria Edgar André affermò:
"Il vostro onore non è il mio onore, perché ci separano diverse concezioni del mondo, ci separano le classi, è un profondo abisso quello che ci divide. Qualora qui si voglia rendere possibile l'impossibile e si conduca un combattente innocente al patibolo, sono pronto ad intraprendere questo gravoso cammino. Non voglio nessuna pietà! Ho vissuto da combattente e da combattente morirò, con le ultime parole: Viva il comunismo!"
In seguito alla condanna si sviluppò un vasto movimento internazionale di protesta volto alla sua liberazione. 
Il 4 novembre 1936 André venne decapitato. 5000 detenuti del carcere di Fuhlsbüttel manifestarono la loro rabbia e la loro solidarietà mentre Edgar André veniva trucidato. Poco tempo dopo, durante la guerra di Spagna, un battaglione tedesco delle Brigate Internazionali porterà il suo nome , il Battaglione Edgar André.